# TVXQ non-stop mix Vol.1
『TVXQ non-stop mix Vol.1』（ティーヴィーエックスキュー・ノンストップ・ミックス・ヴォリューム・ワン）は、東方神起のリミックス・アルバムである。2007年10月24日にrhythm zoneより発売された。規格品番はRZCD-45691。

## 概要
東方神起初のリミックス・アルバムで、日本と韓国で発表された楽曲をノンストップで繋げた作品。同様の趣旨の作品は、本作の他に4thアルバム『The Secret Code』（2CD版）のDISC2や、2010年に発売の『TVXQ non-stop mix Vol.2』がある。
公式作品であるが、いかなる理由か公式サイトのディスコグラフィには本作が記載されていない。

## 収録曲
- (JP)は日本で発表された楽曲。(KR)は韓国で発表された楽曲。
- 楽曲の作詞作曲者は、各項目を参照。

1. Step by Step (JP) [1:55]
2. Summer Dream (JP) [2:24]
事実上本作がアルバム初収録となる。
3. Sky (JP) [2:19]
4. The way U are (KR) [3:24]
5. ZION (JP) [2:57]
6. Song for you (JP) [4:25]
7. HUG (KR) [3:36]
8. Choosey Lover (JP) [4:35]
9. “O”-正・反・合 (KR) [3:58]
10. Somebody To Love (JP) [4:09]
11. PHANTOM (KR) [3:17]
12. Stay With Me Tonight (JP) [4:23]
13. Rising Sun (KR) [2:34]
14. Rising Sun (JP) [1:39]
曲の前半までが韓国語バージョン、後半から日本語バージョンに切り替わるアレンジになっている。
15. High time (JP) [4:04]
16. miss you (JP) [4:12]
17. Begin (JP) [3:13]
18. Love in the Ice (JP) [3:34]
事実上本作がアルバム初収録となる。
19. 明日は来るから (JP) [3:19]
曲の最後に歓声が入る。
20. Lovin' you (JP) [4:16]
21. Thanks to (KR) [3:09]